# Repartimiento de indios
El repartimiento de indios fue un sistema de trabajo virreinal impuesto a la población indígena de la América española y Filipinas. En su concepto, era similar a otros sistemas de trabajo tributario, como la mita del Imperio Inca o la corvea del Antiguo Régimen de Francia: a través de los pueblos indígenas, los nativos eran reclutados de forma forzada para trabajar durante ciclos de semanas, años,meses en granjas, minas, talleres (obrajes) y proyectos públicos.
En 1632 se abolieron los repartimientos, con excepción del que se brindaba a las minas y algunas obras públicas.  La Constitución de Cádiz  (Constitución de 1812)  abolió todo vestigio de repartimiento, fuese en América, como en China, Merida y Guatemala 

## Orígenes y desarrollo
Desde los primeros años de presencia española en América, empezó a desarrollarse una serie de mecanismos legales e ilegales para hacer uso de la mano de obra indígena. Cristóbal Colón implantó en las Antillas la encomienda de servicios personales, que generó una serie de relaciones de servidumbre personal en perjuicio de los indígenas y muchos de éstos fueron también sometidos a esclavitud, ya fuese con base en ciertas leyes o simplemente de hecho. No obstante, la legislación emitida a partir de 1542 y las medidas tomadas por la Corona para hacer efectivo su cumplimiento pusieron fin a esos fenómenos y solamente impuso a los indígenas el deber de pagar tributos a la Corona o a los encomenderos, sin trabajar personalmente para ellos, de conformidad con lo dispuesto por la ley de Malinas de 1545. No obstante, a fines del siglo XVI se creó una nueva modalidad de utilización forzosa de la mano de obra indígena por parte de los españoles, el repartimiento de indios, que se convirtió en el principal y más duradero mecanismo de dominio de los indígenas, el instrumento mediante el cual quedaron definitivamente conquistados y que garantizó su sujeción, su explotación y su posición de inferioridad.[cita requerida] De conformidad con lo dispuesto en reales cédulas de 21 de abril de 1574 y 24 de noviembre de 1601, el repartimiento era un sistema laboral de adjudicación de mano de obra indígena en provecho de los españoles, que a cambio de una remuneración ínfima obligaba periódicamente a los indígenas a trabajar por temporadas, generalmente de ocho días por mes, en las casas o haciendas de la población española. Una vez concluida la temporada, los indígenas debían volver a sus respectivas reducciones, a fin de que pudiesen trabajar en labores propias o en reunir el tributo que debía pagar a la Corona o a los encomenderos y eran sustituidos en el repartimiento por otro grupo de indígenas.[cita requerida] El sistema estaba basado en tres principios: la coerción sobre los indígenas, la rotación semanal y la remuneración forzosa, de conformidad con una tarifa establecida por las autoridades .[cita requerida] Contrariamente a la creencia general, esta institución no tenía vinculación jurídica ni práctica con la encomienda, aunque a vez se usasen indistintamente ambos términos. En cambio, sí guarda cierta correspondencia, en sus elementos sustanciales, con la mita que se desarrolló en el virreinato del Perú.
El repartimiento tuvo notorio desarrollo en algunos lugares de México y del reino de Guatemala, especialmente donde había gran disponibilidad de mano de obra indígena. Cada domingo, entre un 2% y un 4% de los varones indígenas (en algunos, periodos, de "dobla", el porcentaje subía hasta un 8 o 10%) que tuviesen entre 16 y 60 años de edad, con excepción de los alcaldes del pueblo y de los que estuviesen enfermos, debía reunirse en la plaza u otro lugar público de la respectiva reducción, para esperar a los mayordomos de las haciendas de españoles de las vecindades  o los capataces de las minas, quienes al día siguiente se llevaban a los trabajadores, según las cuotas establecidas en un padrón levantado por mandato del presidente de la Audiencia. Éste era quien concedía a los propietarios españoles el derecho de disponer de indígenas de repartimiento, previo pago a la Corona de medio real de plata por cada trabajador. El beneficiario debía además pagar al indígena el tiempo empleado en el camino de ida y un real por cada día de labor, así como suministrarle las herramientas que fuesen necesarias para su trabajo. El cumplimiento de las normas que regían el sistema era responsabilidad de los alcaldes indígenas, supervisados por jueces repartidores españoles.
Además del repartimiento establecido a favor de los hacendados, se implantó un sistema de repartimiento urbano, en dos modalidades: el servicio ordinario para la ciudad, destinado principalmente a la construcción y mantenimiento de edificios y obras públicas en las poblaciones de españoles y también el servicio extraordinario de la ciudad, dirigido a la edificación y reparación de casas particulares, servicios domésticos y trabajos varios.
En 1632 se abolieron los repartimientos, con excepción del que se brindaba a las minas y algunas obras públicas, como el desagüe de Huehuetoca. Los trabajadores necesarios para el trabajo en las haciendas y obrajes urbanos dependió del trabajo asalariado, y frecuentemente del peonaje o retención del operario por deudas.

## Aplicación práctica
En el terreno de los hechos, muchas de las normas que debían regir el repartimiento no se aplicaron del todo o solamente se cumplieron a medias.[cita requerida] Por ejemplo, la violencia y los malos tratos a los indígenas imperaron muchas veces en el cumplimiento del repartimiento y en las labores agropecuarias; no se cumplió la norma que mandaba suministrarles herramientas, ni tampoco la que eximía del repartimiento a los enfermos, por lo que quienes en realidad estaban demasiado graves como para trabajar se veían en la necesidad de buscar y pagar a quien los reemplazase.[cita requerida] Por otra parte, para sustraerse al trabajo forzoso, los indígenas acaudalados o principales enviaban en su lugar al repartimiento a otros más pobres, mediante el soborno o la violencia.[cita requerida] Esto hacía ilusorio el principio de la rotación semanal de los indígenas, ya que los menos afortunados terminaban por trabajar dos o más semanas al mes, lo cual deterioraba su salud y les obligaba a descuidar sus propios cultivos y el pago de tributos.

## Supresión
La Constitución española de 1812 estableció un régimen de igualdad jurídica entre españoles, mestizos e indígenas. En tal circunstancia, la subsistencia del repartimiento, en cualquier modalidad que fuese, resultaba flagrantemente inconstitucional. En abril de 1812, a solo un mes de promulgada la Carta fundamental, el presbítero Don Florencio del Castillo Villagra, diputado español por lo que después sería Costa Rica, presentó a las Cortes Constituyentes reunidas en Cádiz un proyecto para suprimir en todas sus modalidades el repartimiento, incluso el destinado a obras públicas y servicio de los curas doctrineros. Al debatirse el proyecto, el presbítero Castillo hizo una vehemente y bien fundamentada censura del repartimiento, demostró su incompatibilidad con los principios liberales y los tremendos perjuicios que ocasionaba a la población indígena y lo calificó de injusto, cruel e inhumano. Finalmente, el 27 de octubre de 1812, las Cortes acordaron la abolición completa del repartimiento, en los términos propuestos por el diputado, y agregaron algunas medidas para garantizar la difusión y el puntual cumplimiento de la decisión.
La vigencia de esta trascendental ley fue efímera, ya que en abril de 1814 quedó restaurada la monarquía absoluta y se declaró nula toda la normativa emitida por las Cortes. En consecuencia, se volvió a la situación anterior a 1812 y el repartimiento de indios fue legalmente restablecido en las mismas condiciones en que existía antes de su supresión.
La revolución liberal de 1820 y el restablecimiento de la Constitución de 1812 hicieron que se pusiesen nuevamente en vigencia muchas de las disposiciones aprobadas en la primera época de la monarquía constitucional. Una de ellas fue la ley de supresión del repartimiento, que volvió a ser puesta en vigor el 22 de abril de 1820. Algunos países hispanoamericanos lo restablecieron años después, bajo diversas modalidades, y hubo casos en que el uso forzoso de la mano de obra indígena logró subsistir hasta mediados del siglo XIX.